# Dzorastan
Dzorastan (armeniska: Ձորաստան, före 1 juni 1940 hette orten Chlatagh armeniska: Խլաթաղ, och innan dess under kejsardömets tid Achtachana: armeniska: Ախտախանա), är en ort i Armenien. Den ligger i provinsen Siunik, i den sydöstra delen av landet, 190 kilometer sydost om huvudstaden Jerevan. Dzorastan ligger 1 206 meter över havet och antalet invånare är 1 034.
Terrängen runt Dzorastan är kuperad åt nordost, men åt sydväst är den bergig. Närmaste större samhälle är Kapan, 8,1 kilometer sydost om Dzorastan. 
Omgivningarna runt Dzorastan är en mosaik av jordbruksmark och naturlig växtlighet. Runt Dzorastan är det ganska glesbefolkat, med 42 invånare per kvadratkilometer.